# Victoria Sauze
Victoria Sauze (San Miguel de Tucumán, 21 de julio de 1991) es una jugadora argentina de hockey sobre césped que se desempeña como volante. Forma parte de la Selección nacional.

## Carrera deportiva
Victoria comenzó a jugar al hockey a los 12 años en Tucumán Rugby Club. Luego se mudó a Buenos Aires para jugar en River Plate donde fue dirigida por Sergio "Cachito" Vigil.
En 2017 fue convocada a la Selección. Compitió en el equipo que finalizó quinto en la Liga Mundial de Hockey 2016-17 en Auckland, Nueva Zelanda.
En 2018 obtuvo la medalla de bronce en el Champions Trophy y la medalla de oro en los Juegos Suramericanos. 
Ganó la medalla de oro en los Juegos Panamericanos de 2019.
Participó en los Juegos Olímpicos de Tokio 2020 donde obtuvo la medalla de plata. Además se convirtió en la primera tucumana en ser medallista olímpica.
En 2022, logró la clasificación al Campeonato Mundial tras ganar la Copa Panamericana realizada en Chile. Además, obtuvo la medalla de oro en la Hockey Pro League y el segundo puesto en el Campeonato Mundial.
En 2023 integró la Selección que compitió en los Juegos Panamericanos donde ganó la medalla de oro y logró la clasificación a los Juegos Olímpicos de París 2024.
En los Juegos Olímpicos de París 2024, consiguió ganar la medalla de bronce luego de haber caído en semifinales ante la Selección de Países Bajos y vencido a Bélgica en la tanda de penales 3 a 1 en el partido por el tercer puesto.